# Distretto di Antioquía
Il distretto di Antioquia è uno dei trentadue distretti della provincia di Huarochirí, in Perù. Si trova nella regione di Lima e si estende su una superficie di 387,98 chilometri quadrati.
Istituito il 5 aprile 1935, ha per capitale la città di Antioquia.